# Клиппиакум

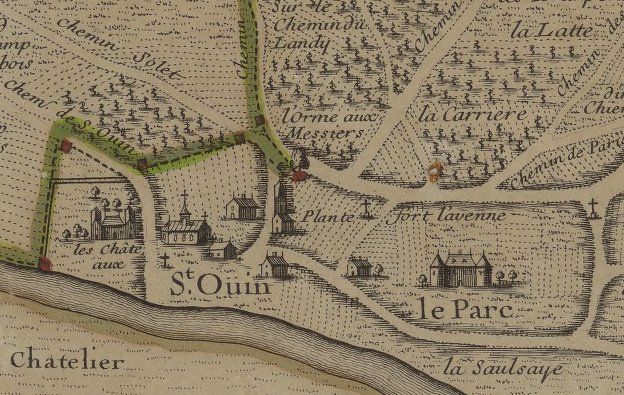
План местности Сен-Дени и приходов Ла-Шапель-д’Обервилье, Ла-Курнёв, Стен (фр.), Пьерфит (фр.), Вилетанёз (фр.), Эпине и Сен-Уан. Справа можно видеть замок Сен-Уан. Автор: Карл Инселен (фр.), гравёр. 1707 год.

Вилла Клиппиакум (лат. Clippiacum Villa Regalis, Palatium Clippiacum; в XII веке — Clichiacum) — королевская вилла, располагавшаяся в древности на территории современных Клиши и Сент-Уан-сюр-Сен, в департаменте Сена-Сен-Дени (Франция), с центром в районе Вьё Сен-Уан (Старый Сен-Уан), где расположена нынешняя церковь Сент-Уан-ле-Вьё (фр.). Это место, заселённое со времён среднего палеолита, возвышается на мысе высотой в несколько метров и доминирует над Сеной. Совсем рядом проходят улица Сен-Дени, ведущая в сторону одноимённого аббатства, и улица дю Ланди (фр.) — в сторону Обервилье.

## Название
Относительно происхождения названия есть две версии:
- Вероятно существовал галло-римский владелец Клеппий, имя которого на латыни и могло дать название владению — владение Клеппия (лат. domaine de Cleppius)[7]
- По мнению историков Леопольда Паннье (фр.) и Эльфежа Вакандара (фр.), слово «утёс» обозначающее утёс, на котором расположена церковь, имеет германский корень «Klippe» (утёс, риф). Если к нему добавить добавить галло-римский суффикс «-acum», то получится название места[4].

## Дворец Меровингов
Хлотарь II, отец Дагоберта I, разместил на этом месте свою главную резиденцию и Двор начиная с 614 года. Юдикаэль, король бретонцев, прибыл ко двору в 636 году, чтобы подчиниться Дагоберту. Многие акты и грамоты Меровингов были подписаны в этом месте (datum Clipiaco). Здесь умер святой Уэн 24 августа 684 года, и в его память была построена часовня, к которой начали приходить паломники.
Затем Клиппиакум пришёл в упадок, и в 741 году Карл Мартелл подарил аббатству Сен-Дени то, что осталось от виллы: часовню, о которой нет сведений, саму землю и несколько хижин рыбаков и виноградарей. В последний раз вилла упоминается в 781 году, когда Карл Великий подписал здесь хартию. В 832 году деревня по-прежнему числилась в собственности аббатства Сен-Дени.

## Королевская резиденция в Средние века
К Средним векам вилла Меровингов уже исчезла. В 1193 году Филипп II Август подарил Гоше III Шатийонскому большую часть территории виллы. В 1285 году поместье было приобретено Гийомом де Крепи, писарем архива короля Филиппа III Смелого. В 1299 году Карл Валуа силой отобрал поместье и провёл там строительные работы. Впоследствии это поместье посещал Филипп IV Красивый. Иоанн II Добрый получил поместье по наследству, дал ему название Noble-Maison (с фр. — «Благородный дом»), и здесь в 1352 году основал рыцарский орден — Орден Звезды.
Довольно скоро Орден пришёл в упадок, и в 1482 году Людовик XI подарил поместье монахам аббатства Сен-Дени.
В XVIII веке уже нет информации о королевских постройках.

## При Старом порядке

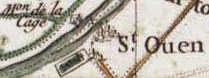
Вье-Сен-Уан на месте виллы Клиппиакум, на карте Кассини 1756 года

Так больше и не восстановив статус королевского владения, это место сохранило здания связанные с сильными мира сего, такие как замок Сен-Уан к западу от улицы дю Ланди.
Ещё одна резиденция отметила это место своим присутствием: при Людовике XVI Жак Неккер приобрёл у кредиторов принца Субиз большой дом недалеко от церкви, на берегу Сены, построенный около 1743 года и называвшийся в то время «замок Сент-Анн» (фр. Château Sainte-Anne), который позднее принадлежал герцогу Жевра (фр.). Память об этом сохранилась в названии улицы «рю де Шато» в Сен-Уан-сюр-Сен.
Около 1825 года барон Терно (фр.) купил резиденцию и прилежащую к ней землю и построил фабрику. Говорят, что при строительстве дома предыдущего владельца, некоего Дориа (Doria) или Дориака (Dauriac), примерно в 1750 году был найден камень, на котором было выгравировано «Здесь стоял дом Дагоберта». Впоследствии здание, прозванное местными жителями «Пти-Шато» или «Шато-Неккер», было куплено Александром Лежантилем (фр.), который предложил его облатам святого Франциска Сальского (фр.). Сегодня на его месте находится парижский Высший институт механики (фр.).